# Burcht Rheinstein
De Burcht Rheinstein (Duits: Burg Rheinstein) is een kasteel bij de Duitse plaats Trechtingshausen, in het Landkreis Mainz-Bingen, Rijnland-Palts.
Sinds 2002 vormt de burcht onderdeel van het UNESCO werelderfgoed Boven Midden-Rijndal. 

## Geschiedenis

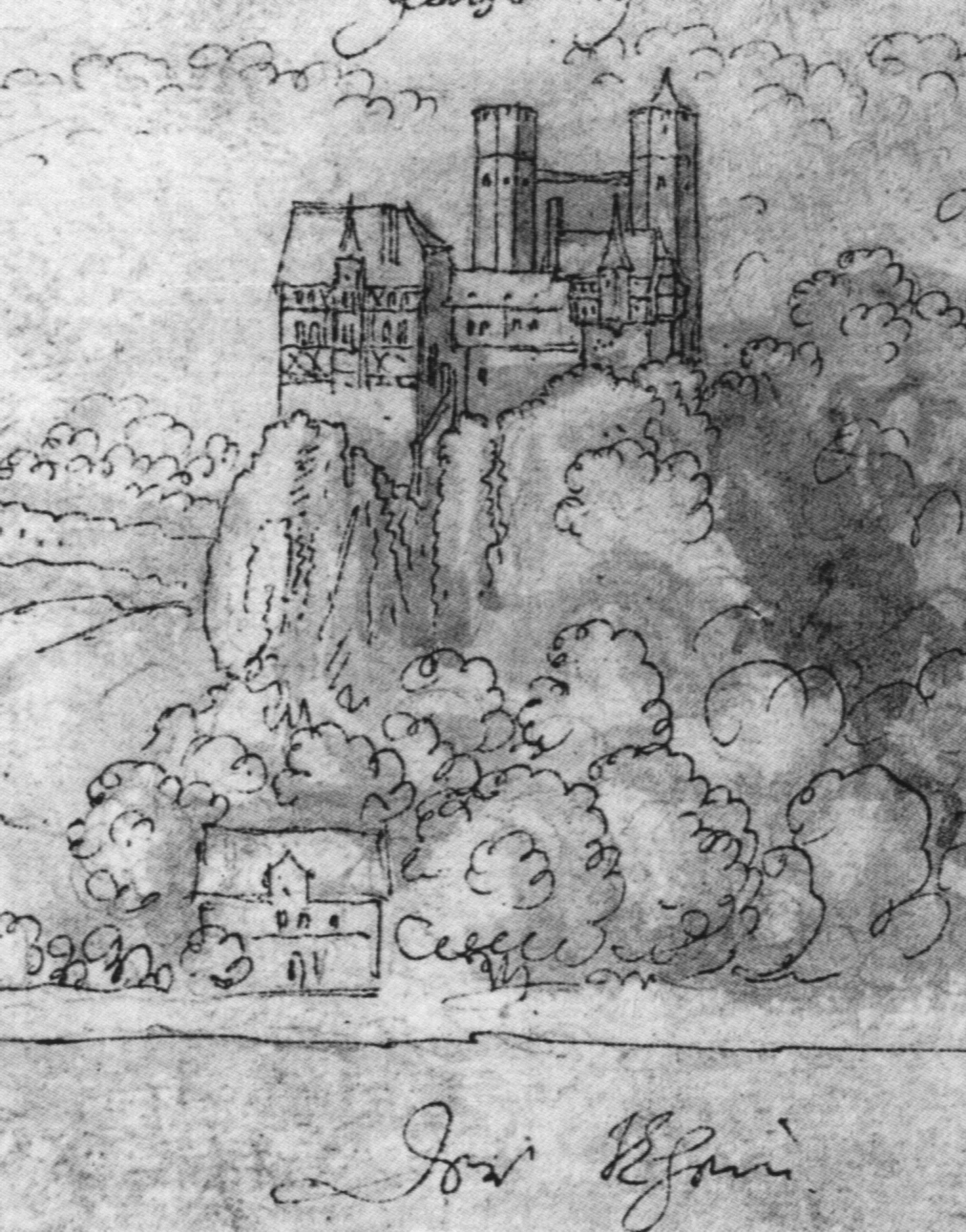
De burcht in 1636

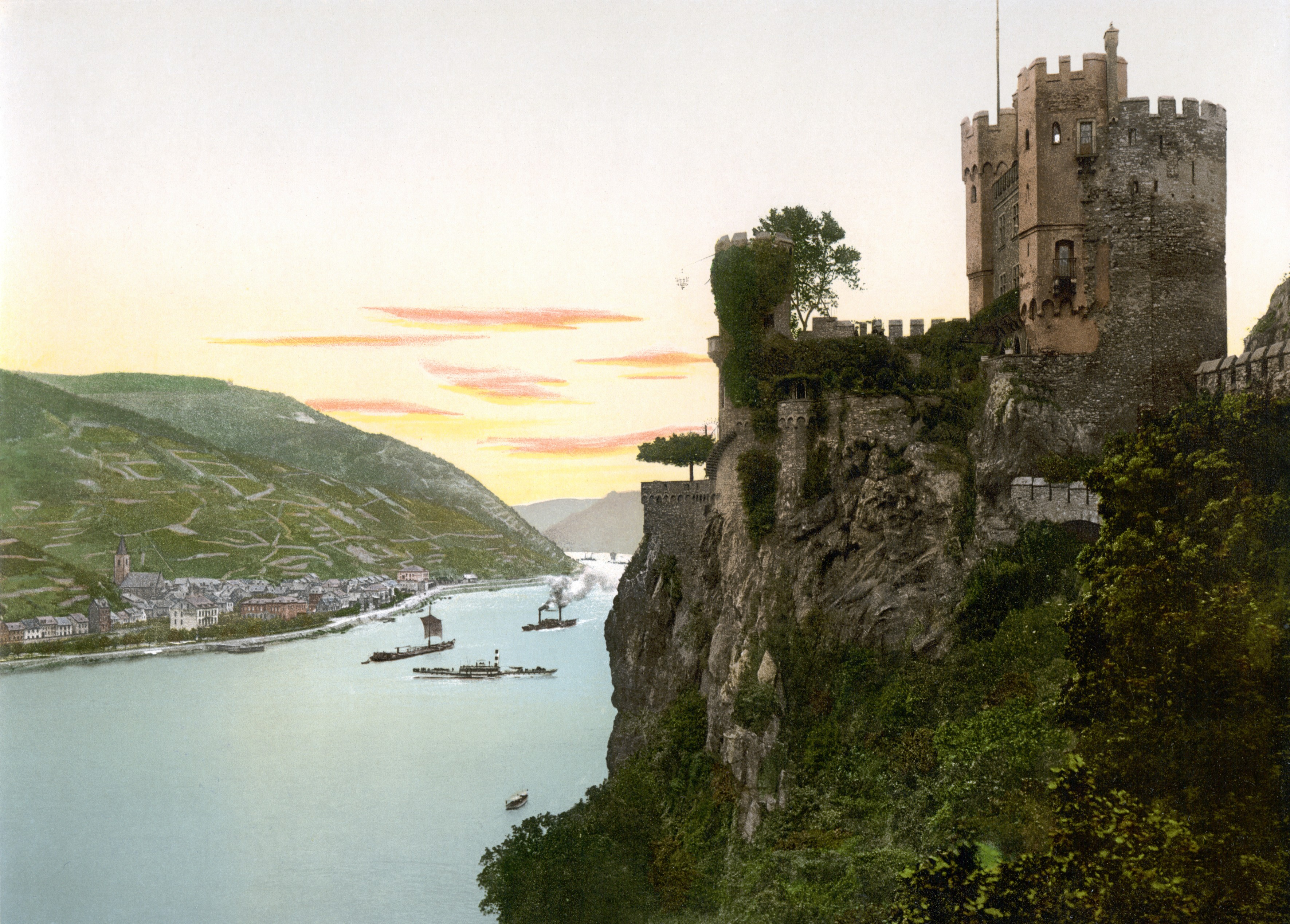
De burcht tussen 1890 en 1905

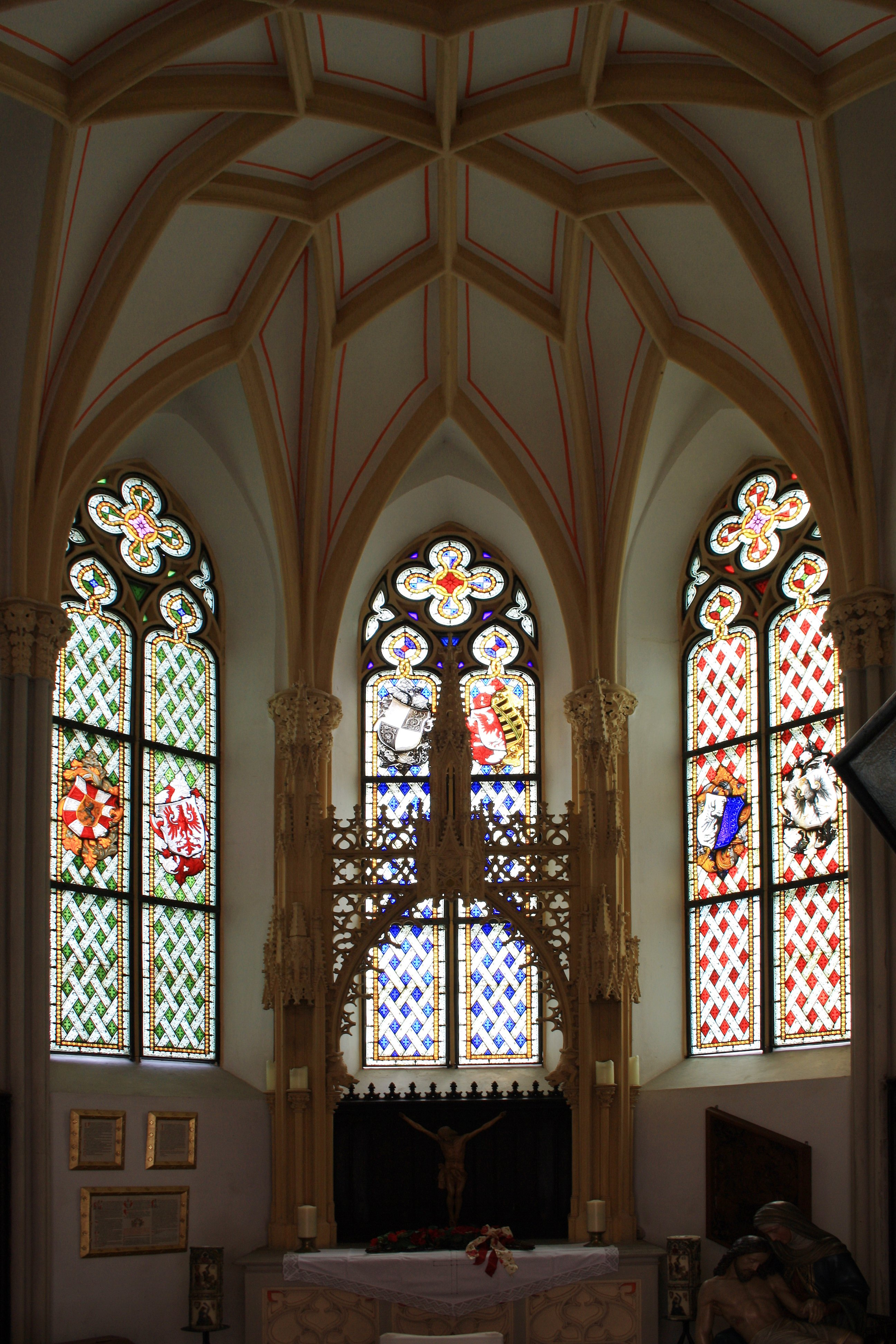
Interieur van de burchtkapel

#### Naam
De burcht werd in de vroege 14e eeuw onder de naam Vaitzburg of Fautsburg gebouwd. Andere namen waren Voi(g)tsberg of Fatzberg met talrijke verschillende schrijfwijzen. Volgens andere bronnen, die reppen over een bouwbegin in het begin van de 13e eeuw, zou de burcht ooit de naam van de heilige Bonifatius hebben gedragen, schutspatroon van het aartsstift Mainz. Die naam verbasterde dan later tot Faitsberg.

#### Middeleeuwen
Op grond van dendrochronologische onderzoeken wordt het bouwbegin van de burcht op 1316-1317 gedateerd. Met deze vaststelling zijn speculaties over een vroeger bouwbegin in 900 of 1000 achterhaald. Voor het eerst werd de burcht als het bezit van Mainz genoemd in het jaar 1323. Opdrachtgever tot de bouw moet dus de aartsbisschop van Mainz, Peter van Aspelt (1306-1320) zijn geweest om zo de naleving van het herbouwverbod van de ruïne Reichenstein, die in het blikveld van Rheinstein iets stroomafwaarts is gelegen, te kunnen bewaken. Reichenstein was als roofriddernest van de heren Van Hohenfels in 1286 door koning Rudolf van Habsburg verwoest. Nadat de ruïne in 1290 aan het keurvorstendom Palts werd doorverkocht, werd het voor Keur-Mainz noodzakelijk om de bezittingen ter plaatse beter te beschermen. Een vergroting volgde in 1330 en ook nog eens één in de late 15e eeuw, alhoewel de burcht het strategische belang toen al lang kwijt was, omdat Keur-Palts in 1314 afzag van Reichenstein ten gunste van Keur-Mainz.

#### Verval
Tegen het einde van de 16e eeuw treedt onder de laatste bewoners wegens gebrek aan financiële middelen het verval in. Al tijdens de Paltse Successieoorlog was de burcht al zodanig in verval, dat de Fransen het niet meer nodig vonden om het complex op te blazen, zoals ze dat wel deden bij vrijwel alle andere burchten in het Rijndal.

#### Herstel
In 1816 viel het oog van de Pruisische architect Karl Friedrich Schinkel op de burcht. Hij ontwierp plannen voor een geromantiseerde herbouw van de burcht, die voor prins Frederik van Pruisen in 1823 aanleiding werden tot de aankoop van de ruïne. Schinkel's plannen werden door Johann Claudius von Lassaulx in 1825 en vervolgens door Wilhelm Kuhn in 1827 naar de wensen van de prins aangepast en uitgevoerd. Daarmee werd de burcht de eerste van de vervallen of verwoeste burchten langs de Rijn die weer werden herbouwd. Met de afsluiting van de werkzaamheden in het jaar 1829 kreeg de burcht ook de huidige naam Rheinstein. In een derde bouwfase voegde men in de periode 1839-1844 de slotkapel en het meer zuidelijke bergafwaarts gelegen gastenverblijf toe. 
Schinkel had bij zijn plannen voor de herbouw duidelijk oog voor het behoud van de middeleeuwse structuur, die zich deels nog herkenbaar van de latere nieuwbouw onderscheidt. In 1863 erfde prins Frederiks jongste zoon Georg van Pruisen (1826-1902) de burcht. In de crypte van de burchtkapel werden in 1863 prins Frederik van Pruisen, in 1882 zijn vrouw prinses Louise en in 1902 hun zoon prins Georg bijgezet. Rheinstein werd in 1973 door Barbara van Pruisen, een nazaat van de Duitse keizerlijke familie, van de hand gedaan, waarna een deel van de eenvoudig te verwijderen inventaris werd verkocht. Door latere verkopen door de nieuwe bezitster verdwenen nog meer objecten uit de oorspronkelijke inrichting. De slechte staat van onderhoud van de burcht bemoeilijkte het doorverkopen van de burcht en wel zodanig, dat de deelstaat Rijnland-Palts ondanks adviezen van de monumentenzorg de aankoop van het complex wegens de te hoge restauratiekosten afwees. Ten slotte kocht in 1975 de operazanger Hermann Hecher het complex aan. Hij liet met behulp van een vereniging en de overheid de burcht in de loop der jaren weer renoveren.

## Rheinstein tegenwoordig
Na 30 jaar werk aan restauratie en renovatie is de burcht rond 2015 in de oude glorie hersteld en grotendeels in de oorspronkelijke toestand heringericht. De burcht is particulier bezit, maar op regelmatige openingstijden voor publiek toegankelijk. Bijzonder bezienswaardig zijn de grotendeels gereconstrueerde muurschilderijen en de gerestaureerde ramen uit de 14e tot de 17e eeuw. Op de burcht bevindt zich een restaurant en kunnen een torenappartement en een vakantiewoning worden gehuurd. Voor de viering van zowel burgerlijke als kerkelijke huwelijken staan een romantische tuin en historische ruimten ter beschikking.